# ホワット・ハプンズ・ネクスト (ジョー・サトリアーニのアルバム)
『ホワット・ハプンズ・ネクスト』（What Happens Next）は、アメリカ合衆国のギタリスト、ジョー・サトリアーニが2018年に発表した16作目のスタジオ・アルバム。日本で先行発売された。

## 背景
本作に参加したチャド・スミスは、既にサトリアーニと共にチキンフットのメンバーとして活動しており、グレン・ヒューズは以前のソロ・アルバムでもスミスを起用してきたが、サトリアーニとヒューズが正式なレコーディングで共演したのは初めてである。ただし、ヒューズは2012年に「マーシャル50周年記念コンサート」でサトリアーニと共演しており、ヒューズによれば、楽屋で「何か一緒にやってみたい」という話もしたという。なお、ヒューズはボーカリスト兼ベーシストとして知られているが、本作は完全なインストゥルメンタル・アルバムで、サトリアーニからの参加依頼に対し「私は他のアーティストや自分自身のアルバムを合わせれば、150枚ほどのレコードに参加してきたけど、歌わずにベースを弾いたことはなかったよ」と語ったという。本作のレコーディング・セッションは、ヒューズの所属するブラック・カントリー・コミュニオンやスミスの所属するレッド・ホット・チリ・ペッパーズのスケジュールに合わせるため、10日ほどで行われた。
サトリアーニは2018年1月11日より、ジョン・ペトルーシとフィル・コリンを迎えた「G3」のアメリカ・ツアーを開始しており、1月19日のロサンゼルス公演におけるオールスター・ジャム（ディープ・パープルのカヴァー「ハイウェイ・スター」を演奏）には、本作で共演したヒューズとスミスもゲスト参加した。

## 反響・評価
母国アメリカでは、2018年1月27日付のBillboard 200で42位を記録した。スイスでは2018年1月21日付のアルバム・チャートで初登場9位となり、サトリアーニのアルバムとしては初めて、同国でトップ10入りを果たして、4週連続でトップ100入りした。イギリスでは2018年1月25日付の全英アルバムチャートで40位となったが、翌週にはトップ100圏外に落ちた。
Stephen Thomas Erlewineはオールミュージックにおいて5点満点中3.5点を付け「2010年代における彼の常套手段であった、最先端のプログ・ロックから路線変更を遂げているが、ヘヴィとはいえ単純明快なハードロック・アルバムでもない」「3人のミュージシャン全員の技巧が、年齢と共に深みを増していることを示している」と評している。また、Masa Etoは『YOUNG GUITAR』誌のレビューで「多彩なエフェクトを駆使したヴァラエティに富んだ音色で、実験的ですらある楽曲を披露したコンセプト・アルバムの前作から一転、再びシンプルでストレートなロック・ギター・インストが展開されている」「各曲で各メンバーの個性が存分に発揮されており、ジョーのソロ作品でありながらも全編でバンドらしい結束力を感じさせてくれる一枚だ」と評している。

## 収録曲
全曲ともジョー・サトリアーニ作曲。
1. エナジー - Energy - 3:28
2. キャットボット - Catbot - 3:38
3. サンダー・ハイ・オン・ザ・マウンテン - Thunder High on the Mountain - 4:46
4. チェリー・ブロッサムズ - Cherry Blossoms - 4:29
5. ライチャス - Righteous - 3:34
6. スムース・ソウル - Smooth Soul - 3:51
7. ヘッドラッシュ - Headrush - 3:35
8. ルーパー - Looper - 3:43
9. ホワット・ハプンズ・ネクスト - What Happens Next - 4:24
10. スーパー・ファンキー・バダァス - Super Funky Badass - 7:35
11. インヴィジブル - Invisible - 4:11
12. フォエヴァー・アンド・エヴァー - Forever and Ever - 4:06

## 参加ミュージシャン
- ジョー・サトリアーニ - ギター、キーボード
- グレン・ヒューズ - ベース
- チャド・スミス - ドラムス